# Juan Carlos Izpisúa
Juan Carlos Izpisúa Belmonte (Hellín, Albacete, 1960), conocido como Juan Carlos Izpisúa, es un farmacéutico español, especializado en el campo de la biología del desarrollo. Es profesor de investigación y ejerce la cátedra Roger Guillemin en el Laboratorio de Expresión Génica del Instituto Salk de Estudios Biológicos, en La Jolla, California. También es catedrático extraordinario de biología del desarrollo en la Universidad Católica de Murcia.
En 2004 participó en la creación del Centro de Medicina Regenerativa de Barcelona, del que fue director hasta enero de 2014.

## Biografía
Se licenció en Farmacia en la Universidad de Valencia, España (premio extraordinario) y realizó un máster en Farmacología en la misma universidad, antes de finalizar su doctorado en Bioquímica y Farmacología por la Universidad de Bolonia, Italia, y la Universidad de Valencia, España. Después de llevar a cabo investigaciones postdoctorales en el Laboratorio Europeo de Biología Molecular (EMBL) en Heidelberg, Alemania, y la Universidad de California en Los Ángeles (UCLA), en Estados Unidos, se incorporó al Instituto Salk en 1993, donde ocupa la cátedra Roger Guillemin.[cita requerida]

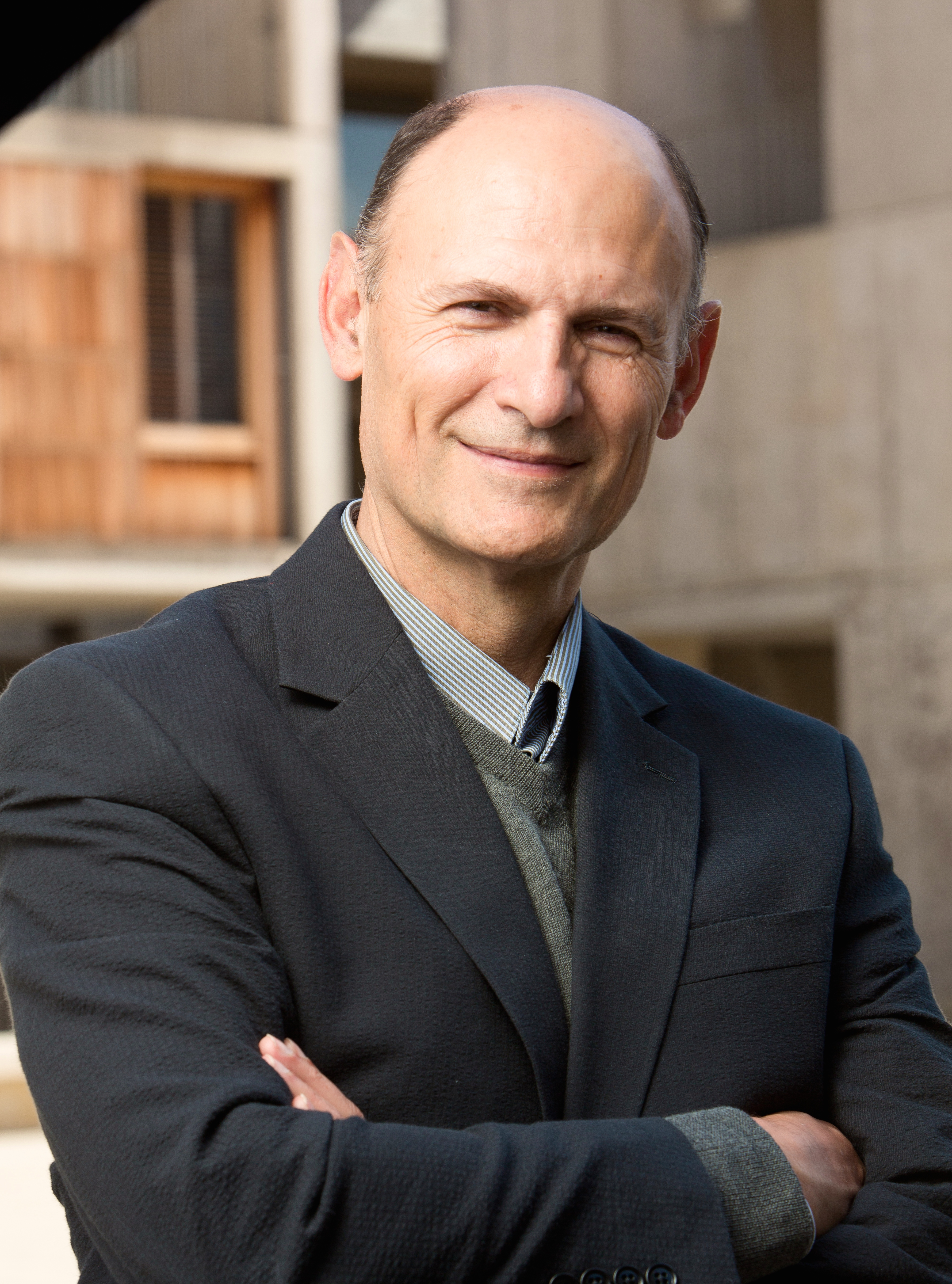
Juan Carlos Izpisúa Belmonte, en el Instituto Salk.

Sus trabajos han ayudado a comprender los mecanismos celulares y moleculares responsables del desarrollo embrionario desde el momento de la fertilización hasta la formación de un organismo adulto compuesto por millones de células. Estos descubrimientos están teniendo un impacto significativo en el desarrollo de novedosos tratamientos para enfermedades, y han contribuido a la creación de nuevas fronteras para la ciencia biomédica, en campos tales como la regeneración de órganos y tejidos y la lucha contra el envejecimiento humano.

### Contribuciones
- Quimeras mono-ser humano: En julio de 2019, El País anunció que el equipo de Izpisúa (que incluye a su colaboradora de la Universidad Católica de Murcia, Estrella Núñez, y también a investigadores del Instituto Salk, en los Estados Unidos) logró crear quimeras mono con células de ser humano, que no llegaron a nacer (en un laboratorio en China, para evitar problemas legales): se inyectaron células madre de ser humano en embriones de mono, con objeto de facilitar los trasplantes.[12]
- Embriones de mono cultivados: En octubre de 2019, en "El País" Juan Carlos Izpisúa, desarrolló junto con su equipo de investigadores chinos un cultivo de embriones de mono hasta los 20 días de su desarrollo. Gracias a esto, han podido observar su desarrollo que es muy similar al humano, como señalaba Izpisúa.[13]

## Publicaciones
Ha publicado más de 350 artículos científicos y también pertenece al consejo de redacción de numerosas revistas y comités científicos.[cita requerida]

## Reconocimientos
Izpisúa Belmonte ha sido galardonado con numerosos premios y honores, entre ellos: los otorgados por los Institutos Nacionales de la Salud de Estados Unidos y el President William Clinton Career Award, el Pew Scholar Award, la Medalla de Oro de la Junta de Comunidades de Castilla-La Mancha, doctor honoris causa por las Universidades de Granada, Murcia (UCAM) y Valencia. Una distinción relevante fue el hecho de que se puso su nombre a una escuela secundaria, el Instituto de Enseñanza Secundaria (IES) Izpisúa Belmonte, en su ciudad natal (Hellín, Albacete, España). En 2014, fue seleccionado por la revista Quo, en colaboración con el Consejo Superior de Investigaciones Científicas y el Consejo Superior de Deportes, para la primera «Selección Española de la Ciencia», compuesta por trece científicos españoles destacados a escala internacional. En mayo de 2018, recibió el L Premio Lección Conmemorativa Jiménez Díaz, que otorga la Fundación Conchita Rábago (España).[cita requerida]